# Senegalesische Davis-Cup-Mannschaft
Die senegalesische Davis-Cup-Mannschaft ist die Tennisnationalmannschaft Senegals, die das Land im Davis Cup vertritt.

## Geschichte
Senegal nahm 1984 erstmals am Davis Cup teil und konnte in seiner ersten Begegnung Tunesien mit 3:2 besiegen. In den folgenden Jahren konnte sich die Mannschaft allerdings nicht durchsetzen, und so folgte ab 1989 bis 2001 ein von kurzen zwischenzeitlichen Erfolgen unterbrochener kontinuierlicher Abstieg bis in die Europa/Afrika Zone Gruppe IV, wo das Land bis zu seinem bisher letzten Antreten 2006 verblieb.
Senegal konnte 31 seiner 65 Davis-Cup-Begegnungen gewinnen, erfolgreichster Spieler war Yahiya Doumbia mit 44 Siegen in 63 Spielen.